# Юрица Вранєш
Юрица Вранєш (хорв. Jurica Vranješ, нар. 31 січня 1980, Осієк) — хорватський футболіст, центральний півзахисник клубу «Рієка».

## Клубна кар'єра
У дорослому футболі дебютував 1997 року виступами за команду клубу «Осієк», в якій провів три сезони, взявши участь у 54 матчах чемпіонату.
Своєю грою за цю команду привернув увагу представників тренерського штабу клубу «Баєр 04», до складу якого приєднався 2000 року. Відіграв за команду з Леверкузена наступні три сезони своєї ігрової кар'єри.
Протягом 2003–2005 років захищав кольори команди клубу «Штутгарт».
У 2005 році уклав контракт з клубом «Вердер», у складі якого провів наступні п'ять років своєї кар'єри гравця. За цей час виборов титул володаря Кубка Німеччини.
Згодом з 2010 по 2012 роки грав у складі турецького «Генчлербірлігі» та грецького «Аріса».
До складу клубу «Рієка» приєднався 2012 року.

## Виступи за збірну
У 1999 році дебютував в офіційних матчах у складі національної збірної Хорватії. Провів у формі головної команди країни 26 матчів.
У складі збірної був учасником чемпіонату світу 2002 року в Японії і Південній Кореї, а також чемпіонату світу 2006 року у Німеччині.

## Титули і досягнення
- Володар Кубка Хорватії (1):

«Осієк»: 1998-99
- Володар Кубка німецької ліги (1):

«Вердер»: 2006
- Володар Кубка Німеччини (1):

«Вердер»: 2008-09
- Володар Суперкубка Німеччини (1):

«Вердер»: 2009